# ロベール・ギャル
ロベール・ギャル（Robert Gall、1918年5月27日 - 1990年5月16日）は、フランスの作詞家である。

## 生涯
ヨンヌ県サン＝ファルゴーで1918年5月27日に生まれた。
木の十字架少年合唱団の共同設立者であるポール・ベルティエの娘のセシルと結婚した。セシルとの間の娘に、歌手のフランス・ギャル（本名 イザベル・ギャル）がいる。他に、パトリスとフィリップの双子の息子がおり、2人とも音楽の世界で仕事をしている。フランス・ギャルに提供した曲の中には、作詞ロベール、作曲パトリスのものが何曲かある。
当初はオペラ歌手だったが、ポピュラー歌手に転向し、1947年に"Monsieur Schubert"、1950年に"Aimer comme je t'aime"をリリースした。その後作詞家になり、1960年代前半にはシャルル・アズナヴール（『ラ・マンマ』）やエディット・ピアフなどに楽曲を提供した。1963年に娘のイザベルがフランス・ギャルとして歌手デビューすると、その楽曲を提供するようになった。1965年以降は娘の曲しか製作しておらず、モーリス・ティーゼに代わって自らプロデュースをするようになった。
1990年5月16日にパリ13区で死去し、モンマルトル墓地の第22区画に埋葬された。

## 作品
- 1959年 - マガリ・ノエル（英語版） Au voleur
- 1962年 - フェリックス・マーテン（英語版） La Rigolade
- 1964年 - シャルル・アズナヴール La Mamma 作曲:シャルル・アズナヴール
- 1964年 - ユーグ・オーフレイ（英語版） À bientôt nous deux
- 1964年 - マリー・ラフォレ À demain my darling

### エディット・ピアフに提供した楽曲
- 1960年 - Les Amants merveilleux  作曲:フローレンス・ベラン（フランス語版）
- 1962年 - On cherche un auguste 作曲:シャルル・デュモン（英語版）
- 1963年 - C'était pas moi 作曲:フランシス・レイ
- 1963年 - Monsieur Incognito 作曲:フローレンス・ベラン
- 1963年 - Traqué 作曲:フローレンス・ベラン

### フランス・ギャルに提供した楽曲
原題の後は日本発売時のタイトル。

#### 1963年
- J'entends cette musique（審判のテーマ） 作曲:ジャック・ダタン（フランス語版）
- Pense à moi（パンス・ア・モア）フランス・ギャルとの共作 作曲:ジャック・ダタン

#### 1964年
- Les Rubans et la fleur（リボンと花） 作曲:アンドレ・ポップ
- Jazz à gogo（ジャズ・ア・ゴー・ゴー） 作曲:アラン・ゴラゲール
- Soyons sages（恋はおとなしく） 作曲ギー・マジェンタ（英語版）
- Le Premier Chagrin d'amour（悲しき初恋） 作曲:クロード＝アンリ・ヴィック（フランス語版）
- On t'avait prévenue ブライン・バギー（フランス語版）との共作 作曲:ギー・マジェンタ
- Sacré Charlemagne（シャルマーニュ大王（英語版、フランス語版）） 作曲:ジョルジュ・リフェルマン（フランス語版）
- Au clair de la lune（月の光に） 作曲:アラン・ゴラゲール
- Bonne nuit（ボン・ニュイ おやすみなさい） 作曲:アラン・ゴラゲール

#### 1965年
- Le cœur qui jazze（ジャズる心） 作曲:アラン・ゴラゲール
- Et des baisers（バラ色のキッス） 作曲:アラン・ゴラゲール
- Deux oiseaux（二羽の鳥） 作曲:アンドレ・ポップ
- On se ressemble toi et moi（恋はふしぎ） 作曲:クロード＝アンリ・ヴィック
- Le Temps de la rentrée（恋の家路） 作曲:パトリス・ギャル

#### 1966年
- Cet air-là（想い出のうた） 作曲:アラン・ゴラゲール
- Quand on est ensemble ローラン・ベルティエとの共作 作曲:レイモン・ルフェーブル、フランク・プゥルセル
- Oh ! Quelle famille 作曲:ジョルジュ・リフェルマン
- Celui que j'aime 作曲:パトリス・ギャル
- L'Écho 作曲:アラン・ゴラゲール
- La Guerre des chansons（シャンソン戦争） 作曲:パトリス・ギャル

#### 1967年
- La Petite Mya Similleとの共作 作曲:ギー・マジェンタ
- Les Yeux bleus（青い瞳が恋してる） 作曲:クロード＝アンリ・ヴィック
- Chanson pour que tu m'aimes un peu（あなたに贈る歌） 作曲:パトリス・ギャル
- Chanson indienne（インドのうた） 作曲:デイヴィッド・ウィテカー（英語版、フランス語版）

#### 1968年
- Le Temps du tempo 作曲:アラン・ゴラゲール
- Mon p'tit soldat モンティ（英語版）との共作 作曲:モンティ
- Y'a du soleil à vendre 作曲:ユベール・ジロー（フランス語版、英語版）
- Rue de l'abricot ブライン・バギーとの共作 作曲:ジャン＝ピエール・ブルテール（英語版）

#### 1969年
- L'hiver est mort 作曲:パトリス・ギャル
- Soleil au cœur 作曲:ジャン＝ピエール・ブルテール
- La Torpédo bleue イタリアの楽曲"Il Topolino Blu"を訳詞。原曲はダニエーレ・パーチェ（英語版）作詞、マリオ・パンツェーリ（英語版）、ロレンツォ・ピラト（英語版）作曲

#### 1970年
- Zozoï 作曲:ネルソン・アンジェロ（フランス語版）